# Vladyslav Malykhin
Vladyslav Malykhin (Ucrania, 15 de enero de 1998) es un atleta ucraniano especializado en la prueba de salto con pértiga, en la que consiguió ser subcampeón mundial juvenil en 2015.

## Carrera deportiva
En el Campeonato Mundial Juvenil de Atletismo de 2015 ganó la medalla de plata en el salto con pértiga, con un salto por encima de 5.30 metros, siendo superado por el sueco Armand Duplantis (oro también con 5.30 metros pero en menos intentos) y por delante del griego Emmanouil Karalis (bronce con 5.20 metros).